# Незенбах
Незенбах (нем. Nesenbach) — ручей в Германии, протекает по земле Баден-Вюртемберг в черте города Штутгарта. Левый приток Неккара. Общая длина ручья 12,8 км.
Незенбах берёт начало в районе Файхинген. Течёт на северо-восток через центр Штутгарта. Вдоль течения ручья от центра города до реки Неккар разбит Дворцовый парк. Незенбах впадает в Неккар в районе Бад-Канштат у пересечения Неккартальштрассе и Кёниг-Карл-штрассе.